# Кічкасс
Кічка́сс (рос. Кичкасс) — село у складі Переволоцького району Оренбурзької області, Росія.

## Населення
Населення — 900 осіб (2010; 949 у 2002).
Національний склад (станом на 2002 рік):
- росіяни — 56 %